# Молчанский, Иван Александрович
Иван Александрович Молчанский (1840 — 1882) — офицер Российского императорского флота. Участник гидрографических работ экспедиций подполковника КФШ В. М. Бабкина, лейтенанта Э. В. Майделя, прапорщика КФШ А. С. Стенина. Являлся владельцем золотого прииска на острове Аскольд.

## Биография
Иван Александрович окончил Морской кадетский корпус в чине мичмана в 1857 году, но еще с июня 1856 года был зачислен в команду корвета «Новик» под командованием капитан-лейтенанта Ф. Г. Стааля, на котором в 1857 — 1860 годах в составе 1-го Амурского отряда под общим командованием капитана 1-го ранга Д. И. Кузнецова перешёл с Балтики вокруг мыса Доброй Надежды к устью Амура.
С 1861 года вахтенный начальник на шхуне «Первая» под командованием поручика КФШ Я. Т. Астафьева.
В 1862 году переведён в туже должность на шхуну «Восток» под командованием лейтенанта П. Л. Овсянкина. Участвовал в проводимых исследованиях в заливе Посьета и архипелага Римского-Корсакова в заливе Петра Великого, проводившихся экспедицией подполковника КФШ В. М. Бабкина. В 1863 году всё также на «Востоке», но уже под командованием капитан-лейтенанта В. И. Рыкова ходил в заливе Де-Кастри с воспитанниками николаевского Мореходного училища.
В 1864 году переведён на шхуну «Сахалин», далее служил на других кораблях Сбирской флотилии и пароходо-корвете «Америка».
В 1870 году в чине лейтенанта получил под командование шхуну «Восток», а с 1872 года командовал различными транспортами Сбирской флотилии.
1878 году произведён в чин капитан-лейтенанта и вновь назначен командовать шхуной «Восток», на которой до 1882 года участвовал в гидрографических работах лейтенанта Э. В. Майделя в северной части Японского моря и Амурском лимане а также был задействован в экспедиции прапорщика КФШ А. С. Стенина, которая официально называлась Отдельная съемка Восточного океана.
Известно, что Иван Александрович скончался в 1882 году, но о причинах смерти, как и о месте смерти или захоронении, сведений нет.

## Память
В память о Иване Александровиче с 1882 года его фамилию носит бухта на западном побережье острова Большой Пелис в заливе Петра Великого. 42°39′02″ с. ш. 131°26′58″ в. д..